# Grodinsk
Grodinsk (en rus: Гродинск) és un poble de l'óblast d'Irkutsk, a Rússia, que en el cens del 2010 tenia 37 habitants.